# Нобиле, Умберто
Умбе́рто Но́биле (итал. Umberto Nobile; 21 января 1885, Лауро, Королевство Италия — 30 июля 1978, Рим, Итальянская Республика) — итальянский дирижаблестроитель, исследователь Арктики, генерал.

## Биография

### Начало жизни
Родился в многодетной семье служащего в Лауро (провинция Авеллино). Умберто Нобиле окончил инженерно-математический факультет Неаполитанского университета, в котором изучал электротехнику и инженерное дело. С 1906 года он начал работать на итальянских железных дорогах, где занимался электрификацией железнодорожного оборудования.
В 1911 году по конкурсу, объявленному военным министерством, поступил в воздухоплавательное училище в Риме.
Когда в 1915 году Италия вступила в Первую мировую войну, 29-летний Нобиле несколько раз пытался поступить на службу в армию, но ему было отказано по состоянию здоровья. Во время войны Нобиле работал над конструированием дирижаблей.
После войны Нобиле служил офицером-инженером на государственном авиазаводе в Риме, принимал участие в производстве различных типов авиационной техники и дирижаблей.
В июле 1918 года Нобиле вместе с инженерами Джузеппе Валле (Giuseppe Valle), Бенедетто Кроче (Benedetto Croce) и Челестино Узуэлли (Celestino Usuelli) основали компанию по производству дирижаблей. В это время Нобиле преподавал в университете Неаполя и написал книгу Elementi di Aerodinamica (Элементы аэродинамики). Нобиле пришёл к убеждению, что полужёсткие дирижабли среднего размера превосходят жёсткие и мягкие дирижабли[в чём?].
Первым проектом компании был дирижабль T-34 (1919 г.), позже получивший название «Рома» и проданный армии США в 1921 году. В 1922 году Нобиле уехал в США, где работал консультантом Goodyear. В 1923 вернулся в Италию и начал постройку дирижабля N-1.

### Первая полярная экспедиция

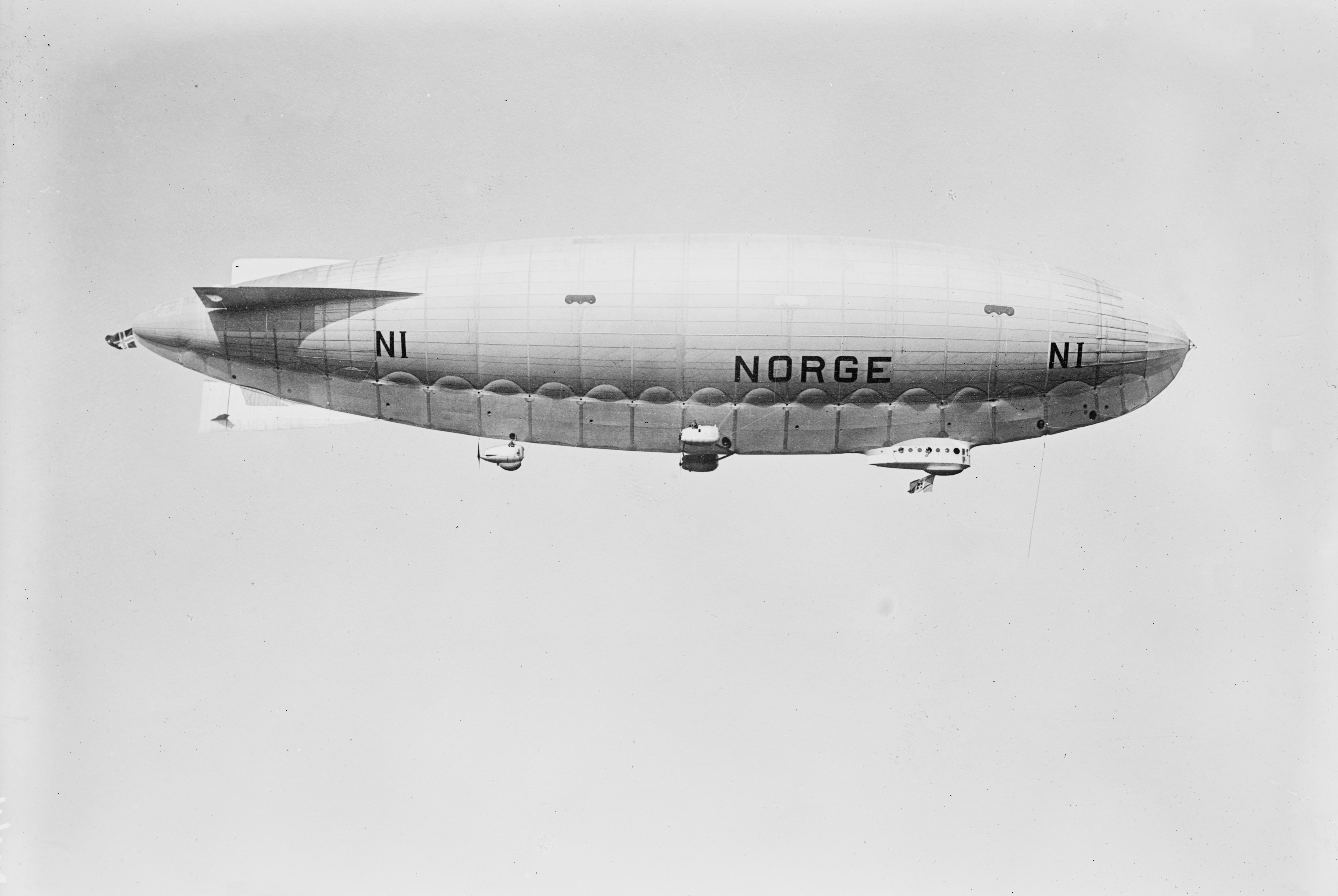
Дирижабль N-1 «Norge»

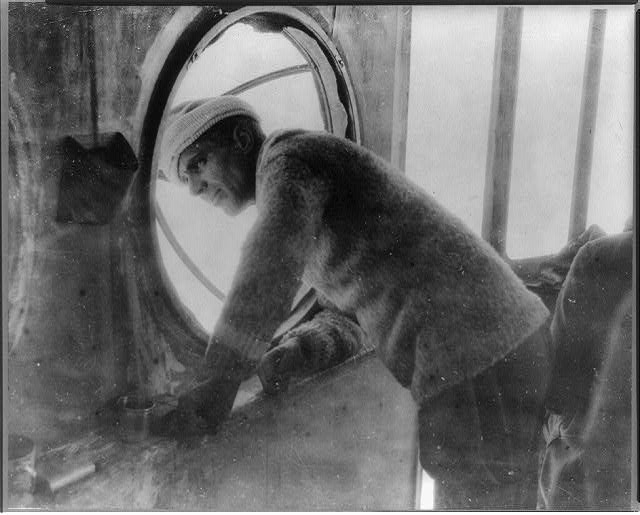
Умберто Нобиле контролирует отлет дирижабля «Norge» с базы на Шпицбергене

В 1926 году Нобиле участвовал в экспедиции на Северный полюс вместе с Руалем Амундсеном и американским миллионером Линкольном Эллсвортом. После серии испытательных полётов N-1 в марте 1926 года был передан экспедиции и 29 марта переименован в Norge (Норвегия).
Дирижабль N-1 имел объём 19 000 м³. На то время это был самый совершенный воздушный корабль полужёсткой системы. Корпус приобрёл более обтекаемую форму, все выступающие наружу детали корабля стали более обтекаемой формы, что давало меньший коэффициент лобового сопротивления, чем у предшественника Т-34. В длинной застеклённой гондоле под килем могли расположиться 20 пассажиров. В трёх моторных гондолах были установлены три двигателя «Майбах» Mb.IVa мощностью по 250 л. с.
10 апреля под командованием Нобиле дирижабль вылетел из Рима в Пулхэм (Англия), затем в Осло и, сделав дополнительные остановки в Ленинграде и Вадсё (северная Норвегия), отправился на Шпицберген, куда прибыл 7 мая. Оттуда 11 мая в 8:50 по Гринвичу дирижабль стартовал к Северному полюсу и достиг его в 13:30 (по Гринвичу) 12 мая. Экипаж провел над полюсом 2,5 часа, обследовал акваторию с воздуха, а затем дирижабль направился на Аляску, где и приземлился 2 дня спустя. Там он был разобран и на транспортном судне доставлен обратно в Италию.
9 мая участники экспедиции узнали, что американцы Ричард Бэрд и Флойд Беннет опередили их, достигнув Северного полюса на самолёте. Однако впоследствии достижение Бэрда и Беннета подвергалось сомнению, споры о том, достигли они полюса или только приблизились к нему, продолжались вплоть до середины 1990-х годов, когда в их отчете были обнаружены фальсификации, что решало вопрос не в их пользу.
После полёта между Амундсеном и Нобиле возник конфликт из-за того, кому принадлежит честь достижения Северного полюса — конструктору и пилоту дирижабля Нобиле, или Амундсену, как начальнику экспедиции. Этот конфликт был усилен фашистской пропагандой, которая прославляла Нобиле и оттолкнула Амундсена и норвежцев. Бенито Муссолини произвёл Умберто в генералы и почётные члены правящей фашистской партии, Нобиле стал итальянским национальным героем.

### Вторая полярная экспедиция

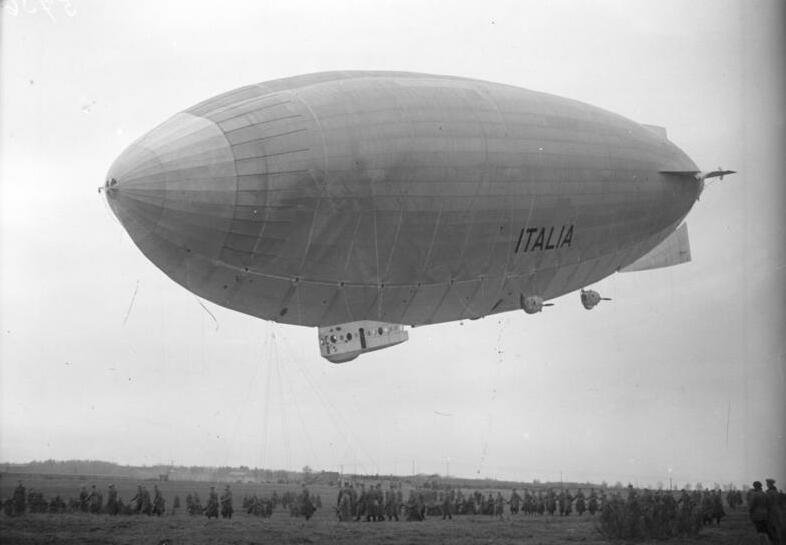
Дирижабль N-4 Italia

Умберто Нобиле и Финн Мальмгрен на борту дирижабля «Италия» над Баренцевым морем, 5 мая 1928 года

Нобиле начал готовиться к новому полёту в Арктику почти сразу после возвращения. Был построен дирижабль «Италия», конструкция которого в общих чертах повторяла «Норвегию». Кроме Нобиле в экипаж дирижабля вошли пятнадцать итальянцев, чешский физик Бегоунек и шведский метеоролог Мальмгрен. Перед началом экспедиции Нобиле и его спутников принял в Ватикане Папа римский Пий XI.
15 апреля 1928 года экспедиция отправилась из Милана и прибыла на Шпицберген 8 мая, задержавшись из-за мелких поломок. Из-за плохих метеоусловий Нобиле был вынужден дважды возвращаться на базу, а в полночь с 23 на 24 мая дирижабль с шестнадцатью пассажирами (ещё двое членов экспедиции не принимали участия в этом вылете) достиг полюса. Обратный путь тоже проходил в тяжёлых погодных условиях при сильном встречном ветре. Дирижабль обледенел, в какой-то момент начал резко снижаться и упал на лёд. Катастрофа произошла 25 мая. Сначала о лёд ударилась моторная гондола, и находившийся в ней моторист погиб, затем девять аэронавтов, в том числе Нобиле, были выброшены из разбитой рубки управления. Шестерых людей, оставшихся в дирижабле, унесло в неизвестном направлении, их судьба так и осталась неизвестной. При аварии Нобиле сломал запястье и голень. Экипажу удалось спасти часть запасов и оборудования, включая еду, радиопередатчик и палатку, которую затем покрасили в красный цвет для облегчения поиска с воздуха. Через несколько дней после падения из лагеря вышла группа из трёх человек, они решили добраться до Шпицбергена пешком. Двое из них были спасены, третий, Мальмгрен, погиб в пути.
Для спасения Нобиле были организованы экспедиции в Италии, Норвегии, Советском Союзе и других странах. Амундсен на самолёте с французским экипажем 18 июня вылетел из норвежского города Тромсё. Последний сеанс связи с Амундсеном состоялся через два часа сорок пять минут после вылета, затем его самолёт потерпел катастрофу где-то в Баренцевом море. 23 июня на льдине, где находился лагерь, сумел приземлиться лётчик шведских ВВС Эйнар Лундборг. На самолёте было только одно пассажирское место. Нобиле настаивал, чтобы первым был эвакуирован механик Чечоне, у которого была сломана нога, но Лундборг отказался взять на борт кого-то из людей, кроме Нобиле, предположительно, по приказу своего командования. Нобиле вместе со своей собакой покинул льдину на самолёте и на следующий день был доставлен на итальянское судно «Читта ди Милано» для руководства операцией по спасению остальных участников своей экспедиции. Все остальные выжившие члены экипажа «Италии» (группа Мальмгрена, а затем и находившиеся в основном лагере) были спасены советским ледоколом «Красин» 12 июля, огромную роль в их спасении сыграл лётчик Борис Чухновский, летавший в исключительно сложной погодной обстановке на самолёте ЮГ-1.

### Последующая жизнь
После возвращения в Италию Нобиле встретили восторженные толпы итальянцев. Однако итальянская и зарубежная пресса обвинила его в крушении и в том, что он оставил свой экипаж, улетев первым. К этому добавились непростые отношения Нобиле с некоторыми влиятельными фашистами.
В 1932 году Нобиле заключил с советским Всесоюзным объединением гражданского воздушного флота (ВОГВФ) соглашение, приняв на себя обязанности по техническому руководству проектированием и постройкой в Советском Союзе нескольких дирижаблей полужёсткого типа. В первой половине 1932 года он прибыл в СССР вместе с небольшой группой итальянских инженеров и квалифицированных рабочих. Под руководством Нобиле на Дирижаблестрое (Долгопрудный) были осуществлены постановка конструкторских работ, организация производства и строительство большого эллинга, а также выпущены дирижабли «СССР-В5» и «СССР-В6 Осоавиахим».
В 1936 году вернулся в Италию, где продолжал преподавать, но в 1939 году уехал в США. В феврале-июле 1943 года жил в Испании, затем вернулся на родину. После поражения фашизма в 1945 году итальянские ВВС сняли с него все обвинения, и он был восстановлен в чине генерал-майора. Продолжил преподавать в Неаполитанском университете. В 1946 году был избран в Учредительное собрание как независимый кандидат по спискам Итальянской коммунистической партии.
После 1948 года возобновил свою деятельность в качестве профессора аэродинамики в Неаполитанском университете и директора Института авиастроения до 1960 года. Также посвятил себя теоретическим исследованиям, написанию и публикации книг и мемуаров.
В 1959 году повторно женился (на Гертруде Столп, которая постоянно находилась рядом с ним до самой смерти).
Умер в Риме в 1978 году в возрасте 93 лет. Похоронен на кладбище Фламинио в Северном Риме.

## Репутация
Сотрудница Нобиле Лисе Линдбек оставила следующий отзыв о Нобиле периода экспедиции на «Италии»:

В свои сорок лет он выглядел прекрасно — почти классический красавец с чистыми, благородными чертами, вдохновенными карими глазами и высоким, ясным лбом. Вскоре я выяснила, что подчиненные охотно пошли бы за ним на край света. Никто никогда не роптал из-за неоплачиваемой сверхурочной работы, не слышалось ни сердитого слова, ни недовольного замечания.

## Государственные награды
- Кавалер Савойского военного ордена — 10 июня 1926
- Великий офицер ордена «За заслуги перед Итальянской Республикой» — 27 декабря 1966
- В 1928 награждён высшей наградой США Золотой медалью Конгресса.

## Память
- В 1994 г. Международный астрономический союз присвоил имя Умберто Нобиле кратеру на видимой стороне Луны.
- Бульвар в городе Долгопрудный имени Умберто Нобиле.
- Экспозиция в Долгопрудненском историко-художественном музее[7]